# Ojocaliente
Ojocaliente är en kommun i Mexiko.   Den ligger i delstaten Zacatecas, i den centrala delen av landet, 500 km nordväst om huvudstaden Mexico City.
Följande samhällen finns i Ojocaliente:
- Pozo de Jarillas
- Pastoría
- Santo Tomás Venaditos
- Tlacotes
- Las Coloradas
- Estación Palmira
- San Blas de Copudas
- El Chepinque
- San Antonio del Volcán
- Triana
- Dolores